# Đảo Stuart (British Columbia)
Đảo Stuart là một hòn đảo thuộc quần đảo Discovery, tọa lạc giữa đảo Vancouver và bờ biển British Columbia, Canada. Nó là một hòn đảo sở hữu tư nhân, không có phà đến đảo. Đảo được đặt tên theo John Stuart, Bá tước Bute, Thủ tướng thứ ba của Chính phủ Vương quốc Anh 1762-1763.:474
Bất động sản trên đảo đều được sở hữu bởi tư nhân, du khách tiếp cận đảo từ máy bay trực thăng hoặc thủy phi cơ. Hàng ngày, đều có chuyến thủy phi cơ từ Tp. Seattle.
Trong số các chủ sở hữu tài sản trên hòn đảo này có Dennis Washington, một doanh nhân Montana và chủ sở hữu của Tổng công ty Hàng hải Seaspan và Dave Ritchie, một doanh nhân Vancouver.
Trên đảo có một đường băng bằng nhựa, đây là một đường băng tư nhân, đường băng này không xuất hiện trên bất cứ bản đồ hàng không nào trên thế giới cũng như của Canada.